# La Bastide-sur-l’Hers
La Bastide-sur-l’Hers település Franciaországban, Ariège megyében. Lakosainak száma 676 fő (2022. január 1.). La Bastide-sur-l’Hers Dreuilhe, Laroque-d’Olmes, Léran, Lesparrou és Le Peyrat községekkel határos.

## Népesség
A település népességének változása:
| Lakosok száma | 796  | 763  | 733  | 710  | 734  | 697  | 678  | 670  | 672  | 676  |
|               | 1968 | 1982 | 1990 | 2006 | 2013 | 2015 | 2017 | 2019 | 2020 | 2022 |